# Areokokus
Areokokus (lat. Araeococcus), manji biljni rod vazdazelenih trajnica iz porodice tamjanikovki čije 4 vrste rastu na području od Kostarike do  Brazila. Rod je opisan 1841.
Sve 4 vrste su epifiti.

## Vrste
1. Araeococcus flagellifolius Harms
2. Araeococcus goeldianus L.B.Sm.
3. Araeococcus micranthus Brongn.
4. Araeococcus pectinatus L.B.Sm.